# 布里斯托 (罗得岛州)

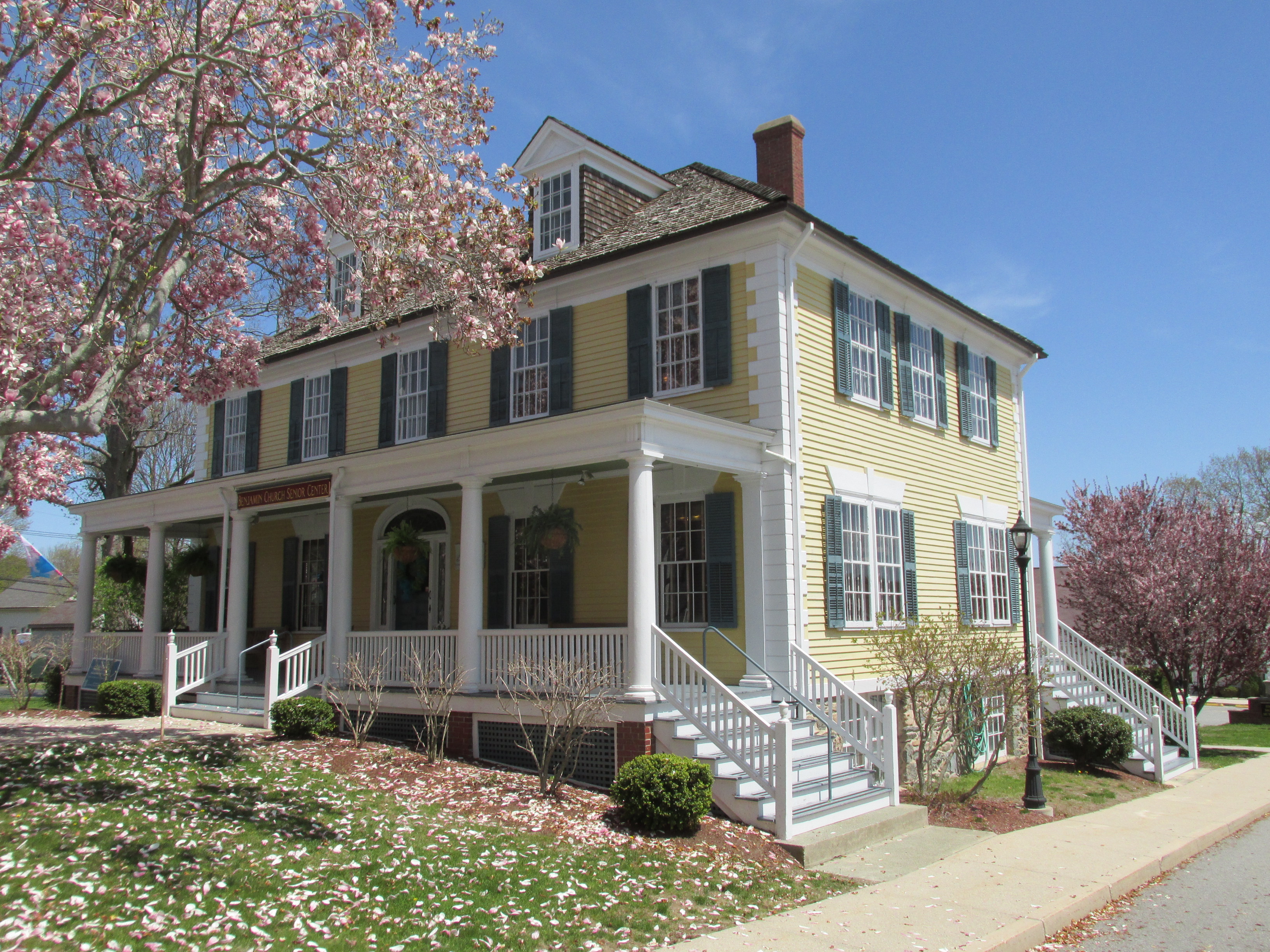

布里斯托（英語：Bristol）位于美国罗得岛州东部，是布里斯托尔县的县治所在，面积53.4平方公里。根据美国2000年人口普查，共有22,469人，其中白人占97.14%。